# Basílica altomedieval de Viseu
A Basílica altomedieval de Viseu é um monumento arqueológico localizado na cidade de Viseu, na antiga freguesia de Santa Maria de Viseu, atual freguesia de Viseu, próximo da Sé de Viseu, datado de finais do século VI - inícios do século VII e que se encontra actualmente aterrado.

## Descrição
Os vestígios desta basílica foram encontrado em 1987, pelo arqueólogo João Luís Inês Vaz, no ângulo noroeste da Praça de D. Duarte. Apenas foi descoberta a cabeceira, devendo, no entanto, o resto da igreja prolongar-se para Norte, em direcção ao actual adro da Sé.
A cabeceira é "constituída por uma abside central e dois absidíolo, sendo a abside em semi-círculo e os absidíolos em arco ultrapassado" (Vaz, 2000). A abside central media cerca de 3 metros de diâmetro e as duas laterais 2 metros, medindo a cabeceira, no total, cerca de 13 metros.
O altar desapareceu, apenas foi encontrada a base das pedras onde assentava. As paredes no interior possuíam frescos pintados.
A basílica terá sido destruída em 714, durante a primeira conquista muçulmana de Viseu (Vaz), ou durante a recuperação da cidade por Almançor (em finais do século X), ou mesmo durante a reconquista final pelo exército cristão no século XI (como propõe Helena Catarino).